# Арадуська сільська адміністрація
Араду́ська сільська́ адміністра́ція (абх. Араду ақыҭа ахадара) — сільська адміністрація в складі Очамчирського району Абхазії. Адміністративний центр адміністрації — село Араду.
Сільська адміністрація в часи СРСР існувала як Арадуська сільська рада. 1994 року, після адміністративної реформи в Абхазії, сільська рада була перетворена на сільську адміністрацію.
В адміністративному відношенні сільська адміністрація утворена з 2 сіл:
- Араду
- Цагера (Дуюан)

| Грузія | Це незавершена стаття з географії Грузії. Ви можете допомогти проєкту, виправивши або дописавши її. |